# Nulka

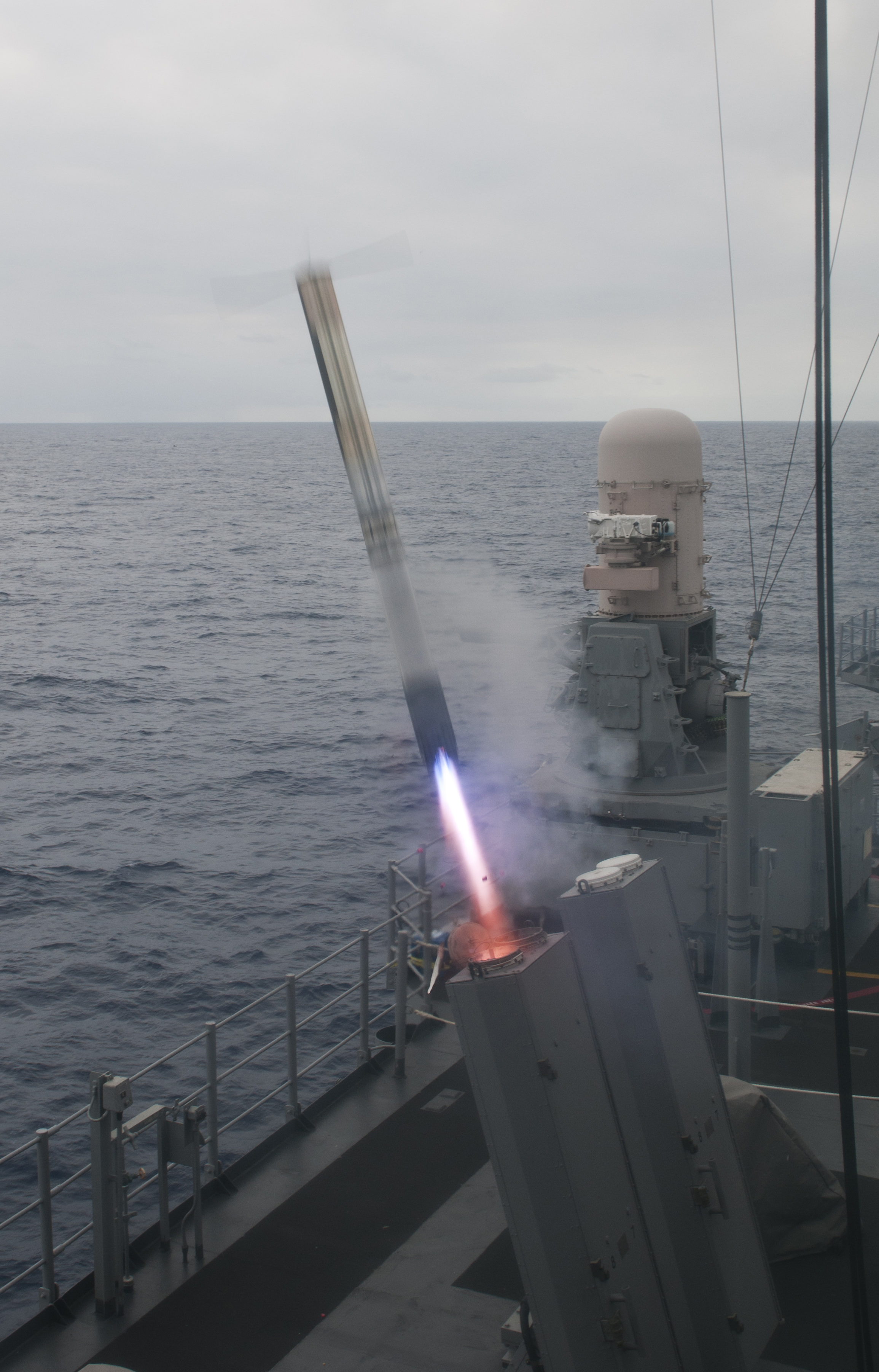
Systém MK-53 Nulka na palubě amerického raketového křižníku USS Chosin (CG-65) v akci.

Nulka je systém aktivních protiraketových klamných cílů navržený a vyvinutý v Austrálii a postavený v australsko-americké spolupráci. Název Nulka pochází z jazyka Aboridžinců a znamená "rychlý".
Systém využívají Australské královské námořnictvo, Námořnictvo Spojených států amerických, Pobřežní stráž Spojených států amerických a Kanadské královské námořnictvo. Klamné cíle systému jsou poháněny raketovým motorem a jejich cílem je zmást nepřátelské protilodní rakety a navést je mimo loď. Jedná se o unikátní design, neboť cíle se po vystřelení vznášejí ve vzduchu. Tuto koncepci uvedla australská Defence Science and Technology Organisation a systém samotný byl navržen, vyvinut a vyroben společností AWA Defence Industries (nyní BAE Systems Australia).
Nulka sestává ze samotné rakety uložené v hermeticky uzavřeném pouzdře. Toto pouzdro je poté vloženo do samostatného vypouštěcího modulu (u australského námořnictva a americké pobřežní stráže) nebo do vrhače Mark 36 SRBOC (americké námořnictvo). K říjnu 2010 bylo tímto systémem vybaveno více než 130 australských, kanadských a amerických válečných lodí a bylo vyrobeno přes 1 000 střel. V roce 2012 Lockheed Martin oznámil, že úspěšně otestoval nový vypouštěcí modul Extensible Launching System pro systém Nulka.